# Penny Mordaunt
Penny Mordaunt (teljes nevén: Penelope Mary Mordaunt; Torquay, Devon, 1973. március 4. –) brit konzervatív politikus. Theresa May illetve Boris Johnson kormányának, a Truss-kormányak volt tagja, később a Sunak-kormányban töltött be pozíciót. 2022. szeptember 6-tól a Konzervatív Párt alsóházi frakciójának vezetője volt.

## Életpályája
Házastársa 1999 július és 2000 között Paul Murray volt (elváltak).
Konzervatív párti politikusként 2010 óta az Egyesült Királyság parlamentjének tagja. 2020 - 2021-ben az Egyesült Királyság főkincstárnoka tisztségét töltötte be.
2022. júliusában, a lemondott Boris Johnson helyébe lépésre esélyes brit politikusok egyike lett, szoros versenyben Rishi Sunakkal.

Több szavazás után Mordaunt 105 szavazattal a harmadik helyre került, így kiesett a további versengésből.
2022. szeptember 6-án Liz Truss alakított kormányt. Mordaunt a Konzervatív Párt alsóházi frakciójának vezetője lett.
2023. május 6-án: III. Károly és Kamilla koronázásán, első nőként vitte és tartotta a felajánlás kardját, az egyik koronázási jelképet.(Sword of Offering )

## Publickációja
- Greater: Britain after the storm (Chris Lewisszal, 2021)

## Külső hivatkozások
- Hivatalos honlapja